# 우치다촌 (시즈오카현)
우치다촌(일본어: 内田村)은 일본 시즈오카현의 서부, 오가사군에 속했던 촌이다. 현재의 기쿠가와시에 해당한다.

## 역사
- 1889년 4월 1일 - 정촌제 시행에 의해 오가사군 우치다촌이 성립하였다.
- 1954년 11월 1일 - 호리노우치정, 로쿠고촌, 가모촌, 요코치촌과 합병해 기쿠가와정이 성립하여, 동일 우치다촌은 폐지되었다.

## 참고문헌
- 가도카와 일본 지명 대사전 22 静岡県